# Neo Rodeo
Neo Rodeo ist eine Gitarrenpop-Band aus Freiburg im Breisgau, die im Jahr 2009 von Johannes Winter und Mathias Greule gegründet wurde.

## Geschichte
Die Band Neo Rodeo wurde 2009 von Johannes Winter (Gesang, Gitarre) und Mathias Greule (Gitarre) gegründet. Nachdem auf ihre ersten im Wohnzimmer aufgenommenen und als selbstgebrannte CDs verteilte Demos vermehrt Konzertanfragen folgten, vergrößerten die beiden ihre Band und spielten mit Simon Martin (Bass), Jeremy James Dhôme (Schlagzeug), Lena Smejkal (Gesang) und Nina Ruh (Keyboard) erste Konzerte.
In den beiden darauf folgenden Jahren nahmen Neo Rodeo die EPs Mein junges & sorgloses Herz (2010) und Milchmann (2012) auf, die zu dieser Zeit noch über ihr eigenes Label Quick & Dirty Records in kleiner Auflage vertrieben wurden. 2012 nahm das Hamburger Indielabel Tapete Records die Band unter Vertrag und veröffentlichte 2013 das Album Mein junges und sorgloses Herz.
Später formierte sich die Band um und bestand danach aus Johannes Winter (Gesang, Akustikgitarre), Mathias Greule (Gitarre), Simon Martin (Bass), Jan Ullmann (Klavier, Synthesizer) und Jeremy Dhôme (Schlagzeug).
In dieser Besetzung nahm die Band mit dem Produzenten Alaska Winter in den Jahren 2014 und 2015 dann ihr zweites Album Bingo Ringo auf, das 2016 bei Tapete Records erschienen ist.

## Diskografie
- 2010: Mein junges & sorgloses Herz (EP)
- 2012: Milchmann (EP)
- 2013: Mein junges und sorgloses Herz (Album; Tapete Records)
- 2014: Milchmann (Radioedit – Download-Single)
- 2016: Ich bin müde / Alles egal (Demo) (Digitale 2-Track-Single)[3]
- 2016: Was auch immer es ist / Hifi Reichenberg / Mein junges und sorgloses Herz (Demo 2012) (Digitale 3-Track-Single)[1]
- 2016: Bingo Ringo (Album)[2]